# 에밀리 슐만
에밀리 슐만(Emily Schulman, 1977년 8월 17일 ~ )은 미국의 배우, 텔레비전 배우, 영화배우이다.
로스앤젤레스에서 태어났다.

## 영화
- 비버리 힐스 돌격대 (1989년)
- 슈퍼소녀 비키 (1985년)